# Río Barbanza
El río Barbanza es un río Europeo del noroeste de la península ibérica que desemboca en el océano Atlántico. De curso corto y paisajísticamente interesante, atraviesa la provincia de La Coruña (Galicia, España).

## Recorrido
Nace a una altura de 540 m en la ladera del Monte Xestoso (en el municipio de Boiro), que forma parte de la sierra del Barbanza, en la península del Barbanza, que constituye un espléndido horst granítico sobre el mar, de modo que el río desarrolla un recorrido corto, con gran inclinación, en el que se forman cataratas, con estanques intermedios. Desemboca en la Puebla del Caramiñal, cerca del lugar de Ponte Barbanza, sobre la ría de Arosa. La longitud total del río es de 12 km.

## Afluentes
Su principal afluyente por la derecha es el río Pedras, que tiene un recorrido semejante. Por la izquierda, y poco antes de desembocar, recibe el nombre de río Lérez, homónimo del más conocido río pontevedrés.

## Problemas de identificación
En algunas obras (p.e. Gran Enciclopedia Galega) el río Barbanza aparece como un afluente del río Pedras. Pero en la exhaustiva obra de Río Barxa y Rodríguez Lestegás, Os ríos galegos, el Barbanza es, sin duda, el río principal. Se debe tener en cuenta, que en los mapas donde el río Pedras figura como curso principal, figura a su pie la localidad de Ponte Barbanza, lo que demuestra que el curso principal es el que aquí se sostiene.

## Étimo
El nombre corresponde a una conocida raíz hidronímica *barb-, que aparece en otros ríos gallegos, como los dos ríos Barbaña o el río Barbantiño, todas corrientes orensanas y afluentes del río Miño. De ahí se puede deducir que el nombre del monte Barbanza, la sierra y la península homónima, derivan de la denominación del río. 
En otras variantes, tal vez umlautde la primitiva generan pocos hidrónimos como el del pequeño río Borbén, < *borb-, o el berciano Burbia, < *burb-. En todos los casos, cabe suponer que reflejan una antigua onomatopeya del fluir de las aguas, como el indoeuropeo *bher- (que puede ser su origen, se reduplicara).